# Vasik Rajlich
Vasik Rajlich es un Maestro Internacional de ajedrez y autor de Rybka, el programa de ajedrez más fuerte del mundo desde 2006 hasta 2011. Nació en los Estados Unidos, aunque sus padres eran checos y vivió durante muchos años en ambos países. Obtenía su título de bachiller de MIT; En la lista de julio de 2009 de la FIDE tenía un Elo de 2303 puntos.
Está casado con la también jugadora y Gran Maestro Femenino de ajedrez Iweta Rajlich, quien poseía una puntuación Elo de 2448 en julio de 2009.

## Descalificación y prohibición por el WCCC
El 28 de junio de 2011, el International Computer Games Association (ICGA) terminó su investigación y concluyó que Rajlich ha plagiado dos otros programas de software de ajedrez: Crafty y Fruit. El ICGA descalificó Rajlich y Rybka de los Campeonatos Mundiales de Ajedrez por Computadores (del inglés: World Computer Chess Championships) desde 2006 hasta 2010. También, Rajlich fue prohibido eternamente de competir en el WCCC y cualquier otra prueba que organiza o sanciona el ICGA.